# Професор Мамлок (фільм, 1938)
«Професор Мамлок» — радянський чорно-білий художній фільм, поставлений на кіностудії «Ленфільм» в 1938 році режисерами Адольфом Мінкін і Гербертом Раппапортом за однойменною п'єсою Фрідріха Вольфа. Прем'єра фільму в СРСР відбулася 5 вересня 1938 року.

## Сюжет
1933 рік. Головний герой — професор-єврей Мамлок, успішний хірург, головний лікар клініки. Будучи зануреним в медицину, він принципово не цікавиться політикою, намагаючись не помічати подій, що відбуваються в Німеччині. Коли професор дізнається, що його син приєднався до руху опору проти Гітлера, він виганяє його з дому. Однак маховик гонінь на євреїв тільки розкручується, і незабаром приголомшений Мамлок дізнається, що його дочка змушена піти зі школи, тому що вона єврейка. Через деякий час професор Мамлок сам стає жертвою гонінь.

## У ролях
- Семен Межинський —  професор Мамлок
- С. Нікітіна —  пані Мамлок
- Олег Жаков —  Рольф Мамлок, їх син
- Володимир Честноков —  лікар Гельпах, фашист
- Борис Свєтлов —  лікар Карльсен
- Ніна Шатернікова —  лікар Інге
- Ісай Зонне —  лікар Вагнер
- М. Тагіоносова —  сестра Гедвіга
- Валентин Кисельов —  редактор Вернер Зейдель
- Юрій Толубєєв —  Фріц
- Георгій Бударов —  Віллі
- Петро Кириллов —  Ернст
- Ганна Заржицька —  Хільда 
- С. Рябінкін —  Петер
- Наталія Фаусек —  матінка Вендт
- Тетяна Гурецька —  її дочка Анні Вендт
- Василь Меркур'єв —  Краузе
- Володимир Таскін —  фон Ретвіц
- Яків Малютін —  полковник
- Борис Шліхтінг —  слідчий Кепке
- Григорій Мерлінський —  фашист

## Знімальна група
- Сценарій — Фрідріх Вольф, Адольф Мінкін, Герберт Раппапорт. 
 За однойменною п'єсою Фрідріха Вольфа
- Текст — Леонід Любашевський
- Постановка — Адольф Мінкін, Герберт Раппапорт
- Композитори — Юрій Кочуров, М. Тимофєєв
- Оператор — Георгій Філатов
- Художник — Павло Бетакі